# Amanda Falcón
Amanda Falcón (Ituzaingó, Buenos Aires; 1901 - Ídem; 1998) fue una actriz cómica, cancionista y vedette argentina. Sus hermanas fueron las cantantes y actrices Ada Falcón y Adhelma Falcón.

## Carrera
Amanda Falcón nació como fruto de la unión entre Domingo Falcone y Alma Cornelia Boesio. Domingo Falcone la raptó, vivieron varios años juntos y tuvieron dos hijas: Adhelma y Amanda. Luego, Cornelia, tuvo un fugaz romance con un estanciero tucumano de los campos de Junín, Miguel Nazar Anchorena, con quien tuvo a su hija Ada Falcón. Las tres hermanas se domiciliaban en San Juan y Rincón, en Buenos Aires.
De las tres hermanas fue la que menos trascendencia en el medio artístico tuvo, si bien participó en decenas de obras musicales y revisteriles, no incursionó en cine y con pocas actividades radiales.
Como vedette en 1933 hizo un espectáculo en el Teatro Fémina junto a un gran elenco en la que se destacaban Carmen Lamas, Tita Vidal, Severo Fernández y el actor cómico Héctor Quintanilla, Alberto Anchart y Vicente Climent. Fue una de las artistas exclusivas del Teatro Sarmiento.
Integró entre otras la Compañía Argentina de Grandes Espectáculos Ivo Pelay en 1934 junto con Alicia Vignoli, Manolita Poli, Benita Puértolas, Ignacio Corsini, Marcelo Ruggero, Francisco Charmiello, Héctor Calcagno, Vicente Climent, Miguel Gómez Bao, Francisco Álvarez, y cuarenta intérpretes más, sumándoseles la orquesta de Francisco Canaro y Ernesto Famá. En La canción de los barrios, obra estreno de la compañía, se luce con la ranchera Los amores con la crisis, siendo muy aplaudida por el público y tiempo después popularizada por Tita Merello. En 1925 encabezó una compañía con Mariano Orsi, José Vittori, José Harold, Warly Ceriani, Waly Wais y las hermanas Haydée Bozán y Elena Bozán.
También formó parte de la Compañía de Revistas de Arturo de Bassi, con coreografía de Eladio Alonso y dirección musical de Eduardo Buccini. En el elenco también actuaban Gloria Guzmán, Tita Merello, Perla Grecco, Paquita Alcaraz, Vicente Climent y Marcos Caplán, entre otros.
En radio actúa en el programa El alma del tango.
En el musical De Gabino a Gardel tuvo la oportunidad de compartir el escenario con Carlos Gardel. Fue fuertemente criticada por la prensa de aquel momento, según biografías del cantautor, la artista conspiraba contra la tranquilidad y el buen gusto del público, que tenía que soportarla, considerándola un elemento en desuso, carente de voz, triste y traslúcida. Ofreció un lamentable espectáculo. Con una caricatura de voz, completamente afónica por el esfuerzo que significaba gritar cuando se carecía de cuerdas vocales, la señora Falcón, parecía hacer en broma, lo que en realidad hacía en serio.
Con el tiempo se retira del país y reside en Hollywood, Estados Unidos.

## Teatro
- De Gabino a Gardel (1933), estrenado en el Teatro El Nacional junto a Tito Lusiardo, Francisco Álvarez, Rosa Catá, Eloy Álvarez, Carlos Gardel y un coro encabezado por Blanca del Prado. Revista en la cual, a través de una serie de sketches, se describe la música popular y la sociedad porteña desde los payadores (Gabino Ezeiza) hasta el tango canción (Carlos Gardel)
- Buenos Aires de ayer (1933), con el Conjunto Artístico Nacional Sainetes, Comedias y Piezas Musicadas.
- Ensayo general (1933), Comedia musical , estrenada en el Teatro Fémina, con una permanencia de 5 meses y más de 100 funciones. Con letra, libro y música de Marcel Monrad.
- La muchacha del centro (1933)
- Berretines que tengo con los pingos (1933)
- La canción de los barrios (1934) de Ivo Pelay.